# Bradnop
Bradnop is een civil parish in het Engelse graafschap Staffordshire.